# Évêque de Chester

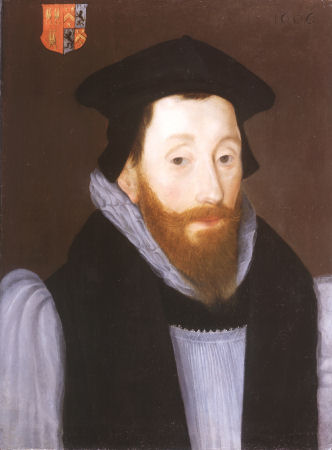
George Lloyd, évêque de Chester de 1604 à 1615

L'évêque de Chester est un prélat de l'Église d'Angleterre. Il dirige le diocèse de Chester, dans la province d'York. Son siège est la cathédrale de Chester.

## Liste des évêques de Chester
- 1542-1554 : John Bird
- 1554-1555 : George Cotes
- 1556-1559 : Cuthbert Scott
- 1561-1577 : William Downham
- 1579-1595 : William Chaderton
- 1595-1596 : Hugh Bellot
- 1597-1604 : Richard Vaughan
- 1604-1615 : George Lloyd
- 1616-1619 : Thomas Morton
- 1619-1646 : John Bridgeman
- 1646-1660 : siège aboli
- 1660-1661 : Brian Walton
- 1662 : Henry Ferne
- 1662-1668 : George Hall
- 1668-1672 : John Wilkins
- 1673-1686 : John Pearson
- 1686-1689 : Thomas Cartwright
- 1689-1707 : Nicholas Stratford
- 1708-1714 : William Dawes
- 1714-1725 : Francis Gastrell
- 1726-1752 : Samuel Peploe
- 1752-1771 : Edmund Keene
- 1771-1776 : William Markham
- 1776-1787 : Beilby Porteus
- 1788-1800 : William Cleaver
- 1800-1809 : Henry Majendie
- 1810-1812 : Bowyer Sparke
- 1812-1824 : George Law
- 1824-1828 : Charles Blomfield
- 1828-1848 : John Bird Sumner
- 1848-1865 : John Graham
- 1865-1884 : William Jacobson
- 1884-1889 : William Stubbs
- 1889-1919 : Francis Jayne
- 1919-1932 : Luke Paget
- 1932-1939 : Geoffrey Fisher
- 1939-1955 : Douglas Crick
- 1955-1973 : Gerald Ellison
- 1974-1981 : Victor Whitsey
- 1982-1996 : Michael Baughen
- 1996-2019 : Peter Forster
- 2019-2020 : Keith Sinclair (évêque de Birkenhead)
- 2020- :  Mark Tanner